# 2021 год в Израиле
События 2021 года в Израиле.

## Действующие лица
- Президент Израиля — Реувен Ривлин до 7 июля; Исаак Херцог
- Премьер-министр Израиля — Биньямин Нетаньяху - до 13 июня; Нафтали Беннетт
- Председатель Верховного суда — Эстер Хают
- Начальник Генерального штаба — Авив Кохави.
- Правительство Израиля — тридцать пятое правительство Израиля и тридцать шестое правительство Израиля.

## События

### Январь
- 1 января — Израиль достигает рубежа в один миллион прививок от COVID-19 в израильской кампании вакцинации[англ.], что составляет более 11 % населения, с момента начала кампании прививок 20 декабря 2020 года[1]
- 13 января — ВВС Израиля наносят серию авиаударов по иранским объектам в сирийской провинции Дейр-эз-Зор, в результате чего погибли десятки людей[2]
- 17 января — Правительство одобряет назначение Коби Шабтая[англ.] комиссаром полиции Израиля после двухлетнего периода отсутствия постоянного назначенца[3]
- 24 января -
  - Израиль открывает посольство в Объединённых Арабских Эмиратах во главе миссии с Эйтаном Наэ[англ.] во временном офисе до тех пор, пока не будет создано постоянное место[4]
  - Протестующие харедим бунтуют в Бней-Браке против ограничений, связанных с COVID[англ.][5].
- 25 января -
  - Израиль экстрадирует Малку Лейфер в Австралию, где ей предъявлены 74 обвинения в скандале с сексуальным насилием в школе Adass Israel[англ.], после шестилетней судебной тяжбы за её экстрадицию.[6]
  - Правительство запрещает все коммерческие рейсы в Израиль до 31 января, чтобы предотвратить распространение более заразных вариантов вируса COVID-19[7].

### Февраль
- 1 февраля — В ходе онлайн-церемонии подписания Косово и Израиль устанавливают дипломатические отношения, и Косово становится первым государством с мусульманским большинством, признающим Иерусалим столицей Израиля и обязующимся открыть свое посольство в Иерусалиме[8]
- 8 февраля — Премьер-министр Биньямин Нетаньяху появляется в окружном суде Иерусалима на слушании по делу о коррупции и официально отрицает выдвинутые против него обвинения[9]
- 11 февраля — Аарон Халива назначен главой Амана[10]
- 20 февраля — Более половины средиземноморского побережья Израиля загрязнено смолой из нефти, разлитой в море, что привело к крупной экологической катастрофе, включая массовую гибель морской и прибрежной фауны, а также болезни ряда волонтеров, убиравших пляжи[11].

### Март
- 1 марта — Верховный суд Израиля постановляет, что правительство должно признать обращенных в иудаизм реформаторов и консерваторов в Израиле евреями, по Закону о возвращении имеющими право на израильское гражданство так же, как и обращенные в ортодоксальный иудаизм[12]
- 17 марта — Израиль становится страной с самым высоким в мире количеством привитых от COVID-19 населения на душу населения[13]
- 23 марта — Проходят четвёртые за два года выборы в законодательные органы для избрания 120 членов Кнессета 24-го созыва, при этом ни один блок, не набирает большинство[14][15]

### Апрель
- 30 апреля — Массовая давка на горе Мерон по случаю празднования Лаг ба-Омер (45 человек раздавлены насмерть при попытке выйти через узкий проход)[16] Большинство жертв принадлежат к хасидскому движению Толдот Аарон[англ.][17]

### Май
- 6 мая — Ожесточенные столкновения происходят между палестинцами и израильской полицией в Шейх-Джаррах и Старом городе Иерусалима[18]
- 10-21 мая — Операция «Страж стен». По Израилю выпущено более 4360 ракет[19][20]
- 10-17 мая — арабо-израильские протесты и межобщинное насилие (подожжено 10 синагог, разграблено 386 еврейских домов, повреждено ещё 673 и подожжено 849, 5018 случаев забрасывания камнями евреев; Еврейские бунтовщики повредили 13 арабских домов и подожгли 13 арабских автомобилей, а также зарегистрирован 41 случай забрасывания камнями арабов)[21][22]
- 16 мая — Трое убиты и более 200 ранены в ночь на Шавуот в результате обрушения трибуны в синагоге хасидов в Гиват-Зееве[23]
- 20 мая — Министры иностранных дел Германии Хайко Маас, Чехии Якуб Кулганек и Словакии Иван Корчок посещают Израиль в знак солидарности[24][25]
- 22 мая — Эден Элена представляет Израиль на конкурсе песни «Евровидение» в Роттердаме с песней Set Me Free[26]
- 30 мая — В Тель-Авиве открывается посольство Объединённых Арабских Эмиратов[27]

### Июнь
- 1 июня — глава Моссада Давид Барнеа вступает в должность и заменяет Йоси Коэна[28]
- 2 июня — Исаак Герцог избирается Кнессетом одиннадцатым президентом Государства Израиль (вступление в должность 9 июля)[29]
- 2 июня — Футбольный клуб «Маккаби Тель-Авив» побеждает «Хапоэль Тель-Авив» со счетом 2: 1 и выигрывает Кубок Израиля 2020–21[англ.] по футболу на стадионе «Блумфилд» в Тель-Авиве[30]
- 13 июня — Тридцать шестое правительство Израиля приведено к присяге в Кнессете с Нафтали Беннетом в качестве первого премьер-министра коалиции правых, левых, центристских и исламистских партий, что положило конец двухлетнему политическому кризису[31]
- 15 июня — Министерство здравоохранения отменяет требование к вакцинированным взрослым в Израиле носить маски в большинстве случаев, поскольку число случаев заболевания COVID-19 падает до самого низкого уровня с начала национальной кампании вакцинации в декабре[32]
- 24 июня — Во время государственного визита в Израиль президент Гондураса Хуан Орландо Эрнандес открывает посольство своей страны в Израиле в Иерусалиме. 4 страна за последние годы, сделавшая это.[33]
- 25 июня — Органы здравоохранения вновь вводят требование носить маски во всех закрытых помещениях, поскольку число случаев заболевания COVID-19 снова растет, в первую очередь среди непривитых детей из-за распространения высококонтагиозного варианта Дельта вируса COVID-19[34][35]
- 27 июня — Правительство назначает комиссию из трех человек во главе с бывшим главным судьей Мириам Наор для расследования катастрофы на горе Мерон (45 погибших и более 150 раненых)[36]
- 27 июня — Члены Национального спасательного отряда ЦАХАЛа прибывают в Серфсайд, Флорида, чтобы помочь в спасательных работах на месте обрушения многоквартирного дома и в конечном итоге спасти 81 из 97 жертв[37][38]

### Июль
- 7 июля — Исаак Герцог вступает в должность одиннадцатого президента Израиля[39]
- 11 июля — Высокий суд постановляет, что в положение Закона о суррогатном материнстве, которое запрещает одиноким мужчинам и однополым парам заключать соглашение о суррогатном материнстве, необходимо внести поправки, чтобы снять это ограничение[40]
- 18 июля — Скандал, раскрытый средствами массовой информации, показал, что шпионское программное обеспечение Pegasus, проданное израильской фирмой NSO нескольким странам, использовалось для слежки за активистами, журналистами, юристами и политиками[41]
- С 23 июля по 8 августа — 90 спортсменов в 15 видах спорта представляют Израиль на летних Олимпийских играх 2020 года в Токио, в составе крупнейшей на тот момент олимпийской делегации Израиля[42][43]
  - 23 июля — Впервые с тех пор, как 11 израильских спортсменов и офицер полиции Западной Германии были убиты во время Олимпийских игр в Мюнхене в 1972 году палестинской террористической группировкой «Чёрный сентябрь», во время церемонии открытия Олимпийских игр проводится минута молчания[44][45]
  - 24 июля — Авишаг Семберг завоевывает бронзовую медаль по тхэквондо, первую медаль Израиля на летних Олимпийских играх 2020 года[46]
  - 31 июля — Сборная Израиля по дзюдо завоевывает бронзовую медаль в смешанных соревнованиях по дзюдо[47]
  - 1 августа — Артём Долгопят выигрывает золотую медаль по спортивной гимнастике, третью медаль Израиля на летних Олимпийских играх 2020 года и второе олимпийское золото в истории[48]
  - 7 августа — Линой Ашрам завоевывает золотую медаль по художественной гимнастике и становится первой израильской спортсменкой, выигравшей золото на Олимпийских играх[49]

### Август
- 1 августа — Пандемия COVID-19 в Израиле : Израиль начинает вводить третью дозу вакцины против COVID-19 людям старше 60 лет в связи со вспышкой дельта-варианта вируса[50]
- 8 августа — Вступают в силу ограничения для замедления распространения варианта Дельта вируса COVID-19 (расширение требований к вакцинации, масочный режим для некоторых собраний, возврат к удалённой работе, карантин и ограничения на поездки)[51][52]
- 12 августа Пандемия COVID-19 в Израиле : Израиль начинает вводить третью дозу вакцины против COVID-19 людям старше 50 лет[53]
- 14 августа — Израиль выражает решительный протест и снижает уровень своего дипломатического представительства в Польше после принятия в Польше закона, который устанавливает 30-летний срок на административные оспаривания претензий на частную собственность, украденную нацистами в Польше во время Холокоста[54]
- 15-17 августа — На окраине Иерусалима бушуют лесные пожары, в результате которых за три дня сгорело около 6200 акров леса[55][56]
- 17 августа — Университет Райхмана признан Советом высшего образования Израиля первым частным университетом в Израиле[57]
- 22 августа — Дани Даян[англ.] назначен новым председателем мемориального музея Холокоста Яд Вашем, сменив Авнера Шалева[англ.], который ушёл в отставку после 27 лет работы на посту главы учреждения[58]
- С 24 августа по 5 сентября — 33 спортсмена, соревнующиеся в 11 видах спорта, представляют Израиль на летних Паралимпийских играх 2020 года[англ.] в Токио, Япония.[59]
  - 24 августа — Ияд Шалаби[англ.] выигрывает золотую медаль на дистанции 100 метров на спине среди мужчин в плавании и становится первым израильским арабом, выигравшим золото для Израиля на Паралимпийских играх[60]
  - 27 августа — Марк Маляр завоевывает золотую медаль в индивидуальном плавании комплексным стилем на 200 метров среди мужчин и устанавливает новый мировой рекорд[61]
  - 28 августа — Ами Омер Дадаон завоевывает серебряную медаль в плавании на дистанции 150 м комплексным стилем среди мужчин SM4.[62]
  - 29 августа — Марк Маляр завоевывает свою вторую золотую медаль в плавании на дистанции 400 м вольным стилем среди мужчин S7.[63]
  - 29 августа — Моран Сэмуэль завоевывает серебряную медаль в одиночной гребле среди женщин.[64]
  - 30 августа — Ами Омер Дадаон завоевывает свою вторую медаль, золотую медаль в плавании на дистанции 200 м вольным стилем среди мужчин S4.[65]
  - 30 августа — Марк Маляр завоевывает свою третью медаль, бронзовую медаль в плавании на дистанции 100 м на спине среди мужчин S7.[65]
  - 2 сентября — Ияд Шалаби завоевывает свою вторую золотую медаль в плавании на дистанции 50 метров на спине среди мужчин (S1).[66]
  - 2 сентября — Ами Омер Дадаон выигрывает свою вторую золотую медаль и третью медаль в общем зачёте по плаванию на дистанции 50 м вольным стилем среди мужчин S4.[67]
- 26 августа — Верховный суд Израиля отклоняет иск марокканских иммигрантов в Израиле о признании их жертвами Холокоста, пострадавших в соответствии с расовыми законами Виши в Марокко во время Второй мировой войны, и предоставлении государственных компенсационных выплат[68]
- 27 августа — Премьер-министр Нафтали Бенет и президент США Джо Байден впервые встречаются в Белом доме, и иранская ядерная угроза занимает первое место в их повестке дня[69]
- 30 августа — Первый посол Бахрейна в Израиле Халед Юсиф аль-Джалахма прибывает в Израиль после заключения соглашения 2020 года между странами об установлении дипломатических отношений в рамках соглашений Авраама[70]

### Сентябрь
- 6 сентября — Шесть палестинских заключенных, пятеро из «Исламского джихада» и один из « Фатха», сбегают из тюрьмы Гильбоа на севере Израиля; все ойманы в течение двух недель[71]
- 6 сентября — Субботний год, когда большая часть сельскохозяйственных угодий в Израиле остается под паром в соответствии с еврейским законом, начинается с празднования Рош ха-Шана в 5782 году по еврейскому календарю[72]
- 12 сентября — обрушивается многоквартирный дом в Холоне, в результате чего рушатся дома 36 семей, но жертв нет, люди эвакуированы накануне.[73]
- 14 сентября — Первый сезон Лиги конференций Европы УЕФА, третьего уровня европейского клубного футбола, начинается с победы «Маккаби Тель-Авив» со счетом 4-1 над армянским клубом Алашкерт[74]
- 24 сентября — На конференции в Эрбиле, Иракский Курдистан, более 300 племенных вождей и участников призывают иракское правительство прекратить состояние войны с Израилем и нормализовать отношения, присоединившись к соглашениям Авраама[75]
- 25 сентября — Пять членов ХАМАС убиты на Западном Берегу во время израильской операции по аресту боевиков, подозреваемых в планировании серии террористических атак в Израиле[76]
- 27 сентября — Премьер-министр Нафтали Бенет выступает со своей первой речью перед Генеральной Ассамблеей Организации Объединённых Наций, в которой затрагивает вопросы пандемии COVID-19 и угрозы, исходящие от Ирана, но не упоминает израильско-палестинский конфликт[77]

### Октябрь
- 4 октября — Премьер-министр Нафтали Бенет сообщает, что Моссад похитил иранского генерала в Сирии, чтобы раскрыть информацию о местонахождении пропавшего пилота Рона Арада[англ.][78]
- 6 октября — Во время государственного визита в Украину президент Израиля Исаак Герцог, президент Украины Владимир Зеленский и президент Германии Франк-Вальтер Штайнмайер присутствуют на открытии мемориала жертвам Бабьего Яра в честь 80-й годовщины расстрела нацистами 33 000 евреев. в овраге под Киевом в сентябре 1941 года[79]
- 7 октября — Израильский павильон на выставке «Экспо-2020» в Дубае открывает министр туризма Йоэль Развозов[80][81]
- 10 октября — Во время своего восьмого и последнего визита в Израиль в качестве канцлера Германии Ангела Меркель посещает Яд Вашем, встречается с правительственными чиновниками и подтверждает, что Германия сохранит приверженность безопасности Израиля после Холокоста[82][83]
- 14 октября — Ронен Бар становится новым директором контразведки Шабак[84]
- 18 октября — Министр иностранных дел Швеции Анн Линде посещает Израиль, положив конец семилетнему дипломатическому замораживанию после того, как Швеция официально признала палестинское государство в 2014 году[85]
- 20 октября — Объединённые Арабские Эмираты и Израиль объявляют о планах совместной сделки по исследованию космоса, которая будет включать запуск на Луну Берешит 2[англ.] в 2024 году[86]
- 22 октября — Премьер-министр Нафтали Бенет и президент России Владимир Путин проводят свою первую официальную встречу в Сочи, Россия, для обсуждения двусторонних торговых отношений, координации в отношении российского присутствия в Сирии, а также региональных и ядерных угроз, исходящих от Ирана[87][88]
- 22 октября — Министр обороны Бени Ганц объявляет шесть палестинских НПО[англ.] террористическими организациями на том основании, что они действуют от имени Народного фронта освобождения Палестины[89]

### Ноябрь
- 1 ноября — Премьер-министр Нафтали Бенет возглавляет делегацию из более чем ста человек, включая министра энергетики Карин Эльхаррар и министра охраны окружающей среды Тамар Зандберг, на Конференцию Организации Объединённых Наций по изменению климата (COP26), где Израиль обязуется поэтапно прекратить использование угля для производства энергии к 2025 году и достичь нулевого уровня выбросов парниковых газов к 2050 году, а также объявляет, что правительство создало целевую группу для предоставления средств и сокращения бюрократии, чтобы побудить израильский сектор высоких технологий разработать решения для борьбы с изменением климата[90][91]
- 5 ноября — Кнессет принимает государственные бюджеты на 2021 и 2022 годы, первые утвержденные национальные бюджеты страны за три с половиной года, и избегает инициирования нового раунда досрочных выборов[92][93]
- 21 ноября — Террорист ХАМАС открывает огонь в Старом городе Иерусалима, убив израильтянина и ранив ещё четырёх человек, после чего его застрелили израильские полицейские[94]
- 22 ноября — Иордания и Израиль подписывают на выставке Dubai Expo при посредничестве Объединённых Арабских Эмиратов соглашение, согласно которому компания из ОАЭ построит солнечную электростанцию в Иордании, у которой Израиль будет покупать электроэнергию в обмен на воду с израильской опреснительной установки[95][96]
- 23 ноября — Начинается кампания вакцинации против COVID-19 для детей в возрасте 5-11 лет, направленная на ограничение распространения COVID-19 в школах и устранение основного остающегося пробела в усилиях страны по обеспечению национального иммунитета от пандемии[97]
- 23 ноября — Во время археологических раскопок в национальном парке «Иерусалимские стены» 11-летняя девочка находит редкую 2000-летнюю серебряную монету достоинством в один шекель, на которой выгравировано слово «второй год», обозначающее второй год Великого еврейского восстания. против римлян (66-73 гг. н. э.)[98]
- 24 ноября — В Рабате, Марокко, министр обороны Бени Ганц и его марокканский коллега Абделлатиф Лудийи подписывают меморандум о взаимопонимании в области обороны между Израилем и Марокко, первое подобное соглашение между Израилем и арабским государством, официально оформляющее оборонные связи и сотрудничество[99]
- 26 ноября — Израиль объявляет о запрете на въезд иностранцев в страну, чтобы сдержать распространение нового варианта Covid-19, вызванного разновидностью Омикрон[100]

### Декабрь
- 6 декабря — Израиль подписывает соглашение Horizon Europe с ЕС, несмотря на исключение израильских поселений[101]
- 7 декабря — Израиль завершает строительство 65-километрового подземного барьера на границе с сектором Газа для борьбы с угрозой трансграничных туннелей[102]
- 12 декабря — в Эйлате проходит конкурс «Мисс Вселенная 2021», где Мисс Индия Харнааз Сандху получает корону «Мисс Вселенная» ; Израиль представляет Ноа Кочва[103]
- 12 декабря — Археологи объявляют об открытии 2000-летней синагоги периода Второго Храма в городе Мигдаль в регионе Галилея[104]
- 13 декабря — Премьер-министр Нафтали Бенет и шейх Мохамед бен Заид Аль Нахайян из Объединённых Арабских Эмиратов обсуждают укрепление двусторонней торговли и сотрудничества во многих областях на первой встрече лидеров двух стран[105]
- 14 декабря — Исследователи из Тель-Авивского университета, Медицинского центра Шиба и институтов в Европе и США объявляют, что они открыли механизм, который может открыть способ отсрочить или обратить вспять причины нейродегенеративного заболевания БАС, для которого в настоящее время не существует никакого лечения[106]
- 16 декабря — израильтянин убит и двое других ранены в результате перестрелки возле Хомеша на севере Западного берега, совершенной боевиками, предположительно принадлежащими к террористической группе Палестинского исламского джихада[107][108]
- 17 декабря — Анастасия Горбенко выигрывает первую золотую медаль Израиля на чемпионате мира по плаванию на дистанции 50 метров брассом, а два дня спустя — вторую золотую медаль на дистанции 100 метров индивидуально комплексным плаванием.[109]
- 20 декабря — Шторм Кармель обрушился на Израиль с проливными дождями и сильным ветром[110]
- 27 декабря — Вспышка птичьего гриппа H5N1 на севере Израиля убивает тысячи перелетных журавлей, а сотни тысяч домашней птицы уничтожаются в попытке остановить распространение болезни[111]
- 30 декабря — Центральное статистическое бюро публикует данные, показывающие, что по состоянию на конец 2021 года в Израиле проживает 9,449 миллиона человек, из которых 6,982 миллиона (74 %) являются евреями, 1,99 миллиона (21 %) — арабами и 472 000 (5 %) -не евреями[112][113]

## Умерли
- 18 января — Дани Шмулевич-Ром (р. 1940), футболист Маккаби Хайфа (1957—1973) и сборной Израиля по футболу (1960—1970)[114]
- 24 января — Московиц, Моше[англ.] (р. 1925), политик, глава регионального совета Шафир (1952—1979) и городского совета Эфрата (1980—1985)[115]
- 31 января — Ицхок Шейнер[англ.] (р. 1922), харедимный раввин и рош-иешива каменецкой иерусалимской иешивы[англ.], умер от ковида[116][117]
- 31 января — Мешулам Довид Соловейчик (р. 1921), харедимский раввин и рош-ешива Брискской иешивы в Иерусалиме[118]
- 31 января — Авраам Дж. Тверски (р. 1930), хасидский раввин, писатель и психиатр, специализирующийся на злоупотреблении психоактивными веществами[119]
- 5 февраля — Рут Даян (р. 1917), бизнесвумен, основательница дома моды "Маскит «, общественный деятель и обладательница Президентской медали „За отличие“[120]
- 8 февраля — Шломо Гилель (р. 1923), политик и дипломат, спикер Кнессета (1984—1988), министр полиции (1969—1977) и внутренних дел (1977)[121]
- 15 февраля — Гидеон Меир (р. 1947), дипломат, посол в Италии (2006—2011)[122]
- 18 февраля — Иеошуа Саги (р. 1933), директор Управления военной разведки (1979—1983) и депутат Кнессета (1988—1992)[123]
- 23 февраля — Серджиу Натра (р. 1924), композитор классической музыки, дирижёр и профессор музыки Тель-Авивского университета[124]
- 25 февраля — Манфред Герстенфельд (р. 1937), экономист, писатель и исследователь антисемитизма[125]
- 25 февраля — Рафи Леви (р. 1938), футболист тель-авивского „Маккаби“ (1954—1966) и сборной Израиля (1958—1960)[126]
- 7 марта — Мордехай Бар-Он (р.1928), историк и политик, депутат Кнессета (1984—1986)[127]
- 12 марта — Рой Садан (р. 1982), искатель приключений и велосипедист, совершивший кругосветное путешествие на своем велосипеде[128]
- 4 апреля — Ури Галлин (р.1928), израильский олимпийский метатель диска (1952)[129]
- 9 апреля — Гавриэль Коэн (р. 1928), историк и политик, депутат Кнессета (1965—1969)[130]
- 13 апреля — Иси Лейблер (р. 1934), активист, публицист, представитель Всемирного еврейского конгресса и лидер глобальной кампании в защиту советского еврейства[131]
- 28 апреля — Хусейн Фарис (р. 1935), израильский арабский политик и депутат Кнессета (1988—1992)[132]
- 4 мая — Дэн Тауфик (р. 1955), биохимик из Института науки Вейцмана, известный своим вкладом в белковую инженерию, эволюционную биохимию и эволюцию ферментов, лауреат премии EMET (2020).[133]
- 6 мая — Ицхак Арад (1926 г.р.), военный офицер и историк, директор Яд Вашем (1972—1993)[134]
- 13 мая — Белла Кауфман (1956 г.р.), онколог, заведующая отделением Медицинского центра Шиба, профессор медицинского факультета имени Саклера Тель-Авивского университета
- 22 мая — Моти Розенблюм (р. 1946), журналист «Маарив» и радио ЦАХАЛ, генеральный директор Израильского совета по прессе и коммуникациям[135]
- 22 мая — Эдди Земах (р. 1935), философ, почётный профессор кафедры философии Еврейского университета в Иерусалиме[136]
- 25 мая — Дэвид Кляйн (р. 1935), экономист, управляющий Банка Израиля (2000—2005)[137]
- 25 мая — Эйлат Мазар (р. 1956), археолог, специалист по Иерусалимской, финикийской и библейской археологии, известная своим открытием Большого каменного сооружения, предположительно являвшегося дворцом царя Давида[138]
- 25 мая — Амихай Шохам (р. 1922), футболист клуба «Хапоэль Петах-Тиква» (1941—1954) и сборной Израиля (1949—1952)[139]
- 29 мая — Дани Караван (р. 1930), скульптор, известный своими мемориалами и памятниками, посвященными конкретным местам, лауреат Премии Израиля[140]
- 31 мая — Закай Аарон [ он ] (р. 1927), поэт иракского происхождения, журналист и переводчик
- 6 июня — Ави Хар-Эвен (р. 1937), инженер, руководитель Израильского космического агентства (1995—2004)[141]
- 22 июня — Цеви Э. Таль (1927 г.р.), судья районного суда (1978—1994), судья Верховного суда (1994—1997), глава Комитета Таля по освобождению от военной службы ультраортодоксальных евреев (1999—1999). 2000)[142]
- 29 июня — Ицхак «Вики» Перец (р. 1953), футболист национальной лиги и сборной (1973—1983), менеджер команды.[143]
- 14 июля — Екутиэль Гершони (р. 1943), историк и бегун, серебряный призёр Паралимпийских игр по лёгкой атлетике на летних Паралимпийских играх 1980 года и летних Паралимпийских играх 1984 года[144]
- 15 июля — Мохамед Нафа (р. 1940), израильский друзский политик, генеральный секретарь Коммунистической партии Израиля и член Кнессета (1990—1992)[145]
- 20 июля — Рут Перл (род. 1935), израильско-американский разработчик программного обеспечения, мать убитого американского журналиста Дэниела Перла[146]
- 24 июля — Омри Ницан [ он ] (р. 1950), художественный руководитель театров Камери и Габима, Израильского фестиваля[147]
- 26 июля — Рони Дэниел [ он ] (р. 1947), журналист, специализирующийся на военных вопросах[148]
- 26 июля — Элад Пелед (р. 1927), военный, государственный служащий и педагог[149]
- 28 июля — Цви Шиссель [ он ] (р. 1946), актёр, кинорежиссёр и музыкальный продюсер[150]
- 2 августа — Руфь Хорам (р. 1931), художница и скульптор, лауреат Иерусалимской премии[151]
- 6 августа — Арье Гамлиэль (р. 1951), израильский раввин и политик, депутат Кнессета от партии ШАС (1988—2003)[152]
- 9 августа — Нафтали Тишби (р. 1952), профессор информатики и вычислительный нейробиолог Еврейского университета в Иерусалиме[153]
- 11 августа — Иеошуа Цукерман (р. 1938), религиозный сионистский раввин и учитель, специалист по трудам раввина Авраама Исаака Кука[154]
- 12 августа — Игаэль Тумаркин (р. 1933), художник и скульптор, лауреат Премии Израиля в области скульптуры 2004 года[155]
- 12 августа — Стивен Визнер (род. 1942), физик-исследователь в области квантовой теории информации, профессор Тель-Авивского университета[156]
- 25 августа — Саид аль-Харуми (р. 1972), бедуинский политик Негева, член Кнессета от « Объединённого списка» и « Объединённого арабского списка» (2017—2021)[157]
- 13 сентября — Барух Нахшон (р. 1939), хабадский хасидский художник[158]
- 14 сентября — Ида Нудель (р. 1931), отказница советского происхождения и борец за гражданские права от имени " Узников Сиона " в Советском Союзе[159]
- 20 сентября — Гэри Экстайн [ он ] (р. 1948), израильский певец блюз-рока[160]
- 21 сентября — Аарон Абухацира (р. 1938), израильский политик, депутат Кнессета (1977—1992), министр религиозных служб (1977—1981) и труда и социальных служб (1981—1982)[161]
- 21 сентября — Марсия Фридман (1938), феминистка и активистка за гражданские права, депутат Кнессета (1974—1977)[162]
- 22 сентября — Эрик Альфаси (1972), израильский баскетболист клуба «Маккаби Нетания» и тренер «Маккаби Ашдод» и «Хапоэль Эйлат»[163]
- 26 сентября — Иегуда «Джадд» Нееман [ он ] (р. 1936), кинорежиссёр и продюсер, поэт, лауреат Премии Израиля (2009)[164]
- 26 сентября — Герцль Шафир (р. 1929), генерал ЦАХАЛа, комиссар полиции Израиля (1980)[165]
- 5 октября — Йосеф Парицкий (р. 1955), депутат Кнессета (1999—2006) и министр национальной инфраструктуры (2003—2004)[166]
- 8 октября — Нола Чилтон (род. 1922), педагог актёрского мастерства и театральный режиссёр, пионер социально активного театра в Израиле, лауреат премии Израиля в области театра (2013)[167]
- 8 октября — Мордехай Гельдман (р. 1946), психолог, поэт, писатель, художник, искусствовед и куратор, лауреат Премии Бялика за жизненные достижения[168]
- 9 октября — Йосси Майман (р. 1946), банковский руководитель, бизнесмен и президент (2002—2013) и генеральный директор (2006—2013) Ampal-American Israel Corporation[169]
- 14 октября — Ицхак Кейнан [ он ] (р. 1942), писатель, автор песен и сценарист, мэр Бейт-Шеана (1974—1983)[170]
- 15 октября — Йосеф Бар-Йосеф [ он ] (р. 1933), писатель и драматург, лауреат Театральной премии Израиля (2003)[171]
- 226 октября — Наваф Массалха (р. 1943), член Кнессета (1988—2003), первый израильский арабский политик, занявший министерский пост, заместитель министра здравоохранения (1992—1996) и заместитель министра иностранных дел (1999—1999). 2001)[172]
- 26 октября — Ури Рубин (род. 1944), профессор арабских и исламских исследований Тель -Авивского университета, автор «Энциклопедии ислама» и других работ[173]
- 29 октября — Элияху Маца (р. 1935), судья Верховного суда (1991—2005)[174]
- 31 октября — Авишаг Захави (1922), ботаник, почётный профессор физиологии растений Центра сельскохозяйственных исследований «Вулкани» в Бет-Дагане[175][176]
- 4 ноября — Аматсия Левкович (р. 1937), футболист тель -авивского «Хапоэля» (1955—1968) и национальной сборной (1957—1965), профессиональный тренер (1969—1994)[177]
- 18 ноября — Цви Зилкер (р. 1933), мэр Ашдода дольше всех (1969—1983, 1989—2008)[178]
- 24 ноября — Арье Нехемкин (1925), член Хаганы, подполковник Армии обороны Израиля, секретарь движения мошавим (1970—1981), член Кнессета от объединения (1981—1988) и министр сельского хозяйства (1984). −1988)[179]
- 30 ноября — Г. Яфит (1951 г.р.), специалист по рекламе, владелец сети книжных магазинов Steimatzky[180]
- 18 декабря — Элиэзер Вальдман (р. 1937), ортодоксальный раввин и политик, депутат Кнессета от Техии 1984—1990 гг., соучредитель и глава ешиват Нир Кирьят Арба[181]
- 27 декабря — Яаков Адлер [ он ] (р. 1950), тренер по баскетболу «Хапоэль Тель-Авив» и «Маккаби Тель-Авив»[182]
- 27 декабря — Хаим Вальдер (р. 1968), харедимский раввин и писатель, обвинен в насильнике, покончил жизнь самоубийством с помощью огнестрельного оружия[183]